# Romain Kalbris (film, 1923)
Pour les articles homonymes, voir Romain Kalbris (homonymie).
Pour plus de détails, voir Fiche technique et Distribution.
Romain Kalbris est un film muet français réalisé par Georges Monca, tourné en 1922 et sorti en 1923.
Il s'agit de la seconde adaptation du roman d'Hector Malot Romain Kalbris publié en 1869. Une première adaptation du roman avait été réalisée par Georges Denola en 1911.

## Fiche technique
- Titre : Romain Kalbris
- Réalisation : Georges Monca
- Scénario : Georges Monca d'après le roman d'Hector Malot
- Photographie :
- Montage :
- Société de production : Société cinématographique des auteurs et gens de lettres (S.C.A.G.L.)
- Société de distribution : Pathé frères
- Pays de production :  France
- Langue : français
- Métrage : 1 835 mètres
- Format : Noir et blanc — 35 mm — 1,33:1 — Muet
- Genre : Film dramatique
- Durée : 60 minutes
- Date de sortie : 
  - France : 23 février 1923

## Distribution
- Fabien Haziza : Romain Kalbris
- Catherine Fonteney : Madame Kalbris
- Jacqueline Passo : Diélette, la petite saltimbanque
- Charlotte Barbier-Krauss
- Armand Numès
- Fernand Godeau
- Georges Gorby
- Max Charlier
- Gabrielle Chalon
- Herman Grégoire
- Marcel Rosar : le dompteur Marcel et ses lions
- Ferrat
- Orvières